# Anécdota
Una anécdota (del griego antiguo ἀνέκδοτον, anékdoton, no publicado) es la breve exposición de  incidentes curiosos, interesantes o entretenidos. Por lo general humorísticas, las anécdotas no son chistes, pues su principal propósito tiene un trasfondo moralizante, lo que podría acercarla más a la parábola que a la fábula. Tampoco es una metáfora ni tiene una moraleja.